# افسانه سرزمین گوهران
افسانه سرزمین گوهران پویانمایی ایرانی به کارگردانی «مجید شاکری» و محصول سال ۱۳۹۰ است.
این انیمیشن یک نسخه سریالی به نام آریو پهلوان کوچک دارد.

## داستان
آریو متوجه می‌شود استاد دیگ‌سازش با دیوها ارتباط دارد. پس از آنکه شهر گوهران به دست دیوها فتح می‌شود، آریو سعی می‌کند به کمک دوستانش مردم شهر را از دست آنها نجات دهد.

## دستاوردها
- موفقیت در راهیابی به بخش مسابقۀ فیلم اولی‌های سی و یکمین دورۀ جشنوارۀ فیلم فجر
- تقدیر از فیلمنامۀ ماجرامحور فیلم، از انجمن نویسندگان کودک و نوجوان در بیست و هفتمین جشنوارۀ بین‌المللی فیلم‌های کودکان و نوجوانان
- تقدیر از داستان و فیلمنامۀ فیلم، از بنیاد ادبیات داستانی ایرانیان، در بیست و هفتمین جشنوارۀ بین‌المللی فیلم‌های کودکان و نوجوانان
- جایزۀ بهترین فیلم بر اساس معیارهای آکادمیک سینما به نسخۀ سینمایی آن، از طرف دانشگاه هنر در بیست و هفتمین جشنوارۀ بین‌المللی فیلم‌های کودکان و نوجوانان[۱]